# Colita

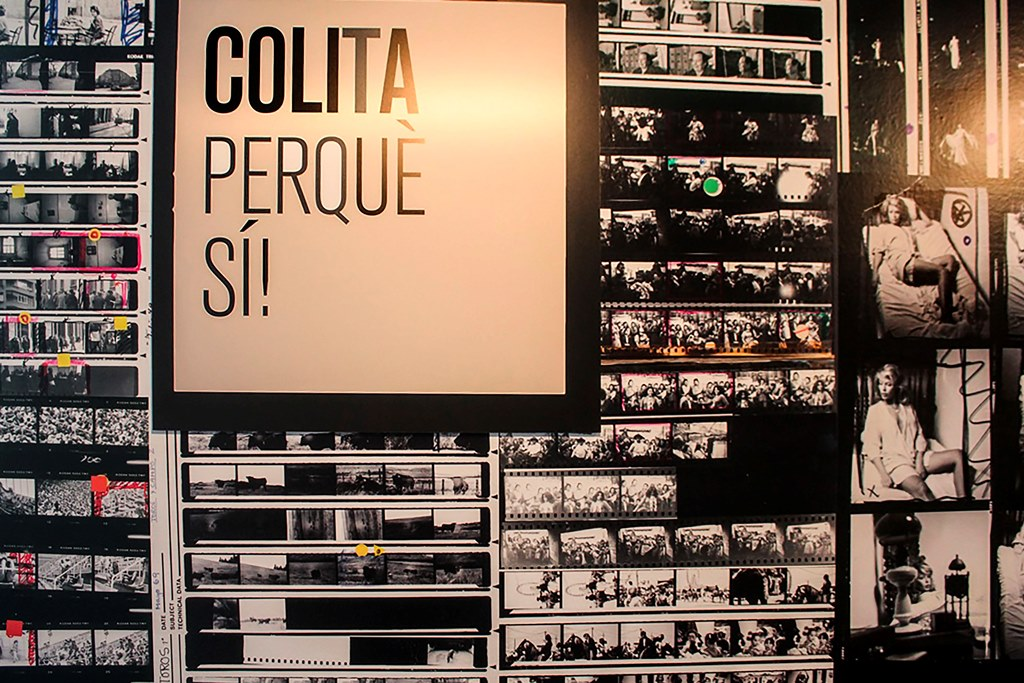
Pòster de l'exposició Colita Perquè Sí!

Isabel Steva i Hernández, coneguda artísticament amb el pseudònim de Colita (Barcelona, 24 d'agost de 1940 - 31 de desembre de 2023), fou una fotògrafa catalana. Iniciada en el món de la fotografia de la mà de Paco Revés, es formà al costat de Xavier Miserachs i Ribalta i Oriol Maspons i Casades, i començà a exercir professionalment l'any 1961 com a laboratorista i estilista de Miserachs.
Inicialment manifestà un gran interès per la fotografia de dansa –gairebé sempre el flamenc– i amb posterioritat conreà també el retrat i el reportatge. Ha realitzat moltes exposicions amb fotografies fetes a artistes i cantants catalans de la Nova Cançó, com ara Joan Manuel Serrat, Guillermina Motta o Núria Feliu, i és considerada una de les millors retratistes especialitzades en aquest gènere. Ha publicat alguns llibres, i són nombroses les exposicions que ha fet.

## Biografia
Filla de l'enginyer municipal Manuel Steva i Olivella (1895-1965) i d'Isabel Hernández Rodríguez. Colita representa un dels referents més importants de la fotografia catalana i espanyola de l'últim quart del segle xx. S'inicià en el món de la fotografia de la mà d'Oriol Maspons i Xavier Miserachs, de qui fou assistenta; aquests primers anys, fou seguidora i deixebla de Francesc Català-Roca i Julio Ubiña. Des del 1963 fins al 1975 es dedicà a realitzar una sèrie de retrats de ballarins i cantants del món del flamenc. Vinculada a moviments culturals catalans de l'època, és considerada la fotògrafa de la Gauche Divine barcelonesa, moviment format per escriptors, fotògrafs, models, arquitectes, cineastes i molts professionals que començaven a perfilar-se en aquella època com a referents culturals.
Entre el 1967 i el 1979 va fer una sèrie de treballs com a foto fixa amb directors com Jacint Esteva, Vicente Aranda o Jaime Camino, enquadrats en l'Escola de Cine de Barcelona, corrent cinematogràfic que sorgí amb l'ambició de realitzar un cinema europeu i progressista en contraposició a la cinematografia oficial del franquisme; col·laborà en la promoció de la Nova Cançó retratant els cantants del moviment, entre els quals Joan Manel Serrat.
Els seus treballs per a la premsa la van portar a publicar en revistes com Siglo XX, Destino, Fotogramas, Interviú, Boccaccio, Primera Plana o Mundo Diario. Al llarg de la seva carrera va fer més de quaranta exposicions i va publicar una cinquantena de llibres amb les seves fotografies. Estilísticament va ser propera als plantejaments de l'Escola de Barcelona, tot i que es considera una fotògrafa tot terreny. La seva obra figura a les col·leccions del Museu Nacional d'Art de Catalunya.
El 2014 va rebre el Premio Nacional de Fotografía, al qual va renunciar en desacord amb la política cultural del govern.

## Obres destacades
- Guia secreta de Barcelona (1974)
- Els cementiris de Barcelona (1982)
- L'Eixample de Barcelona (1982) en col·laboració amb Pilar Aymerich i Puig

## Exposicions rellevants
- 1979: Espai 13 (Fundació Joan Miró), A rose is a rose, is a rose, is a rose, amb Xavier Olivé[8]
- 2014: La Pedrera, Colita, perquè sí![9]

## Premis i reconeixements
- 1998: Medalla al mèrit artístic de l'Ajuntament de Barcelona[10]
- 2004: Creu de Sant Jordi de la Generalitat de Catalunya[10]
- 2013: Premio Nacional de Fotografía Piedad Isla, atorgat per la Diputació de Palència[11]
- 2008: Premi FAD Sebastià Gasch d'Arts Parateatrals[12]
- 2009: Premi Primer de maig Joan Reventós a la memòria popular de la Fundació Rafael Campalans[13]
- 2009: Premi a la comunicació no sexista i a la trajectòria periodística de l'Associació de Dones Periodistes de Catalunya.[13]
- 2011: Premi Internacional Terenci Moix, premi especial del jurat[14]
- 2012: "Honoris causa" per la Universitat Autònoma de Barcelona.[15]
- 2014: Premio Nacional de Fotografía (rebutjat)[7]
- 2022: Membre d'honor de l'Acadèmia del Cinema Català[16]

## Fons Colita
Progressivament, Colita ha anat venent o cedint el seu fons personal i professional a diverses institucions catalanes, per la qual cosa aquest fons està repartit entre diverses institucions, entre les quals hi ha les següents.
- Museu de les Arts Escèniques de Barcelona. Conserva el seu arxiu fotogràtic d'arts escèniques[17] que va del 1962 al 2002, i conté 900 negatius i contactes, i aproximadament 32.000 imatges d'espectacles, retrats d'artistes i personatges de les arts escèniques i actes i esdeveniments relacionats. El fons és accessible  a Escena Digital de Catalunya.[18]
- Arxiu Nacional de Catalunya. El fons està integrat pels retrats que Colita ha fet al llarg de la seva trajectòria com a fotògrafa professionalc com a resultat de la seva col·laboració en diferents revistes, d'encàrrecs fets pels mateixos protagonistes o, simplement, de l'amistat que la uneix amb ells. Entre el gran ventall de personatges retratats destaquen, entre d'altres, els dedicats a músics i cantants. Alguns d'aquests retrats són fruit d'encàrrecs especials. Cal remarcar les fotografies realitzades, la majoria al llarg dels anys 1970, als integrants del moviment barceloní de la Gauche Divine. També hi ha un seguit d'imatges de caràcter social i periodístic. Destaquen la tancada a Montserrat, l'atemptat contra la llibreria Enlace, els autolesionats de la COPEL, la diada de l'Onze de Setembre del 1978, la cerimònia i els actes per la mort de Franco a Madrid, l'enterrament del president de la Generalitat de Catalunya Josep Tarradellas i diversos actes del Partit dels Socialistes de Catalunya fets durant els anys 1980.[6]
- Arxiu Fotogràfic de Barcelona. Una altra part del seu fons personal es conserva a l'Arxiu Fotogràfic de Barcelona. El fons aplega una part de l'obra fotogràfica de Colita des dels anys seixanta fins als 1990. Conté negatius en blanc i negre que representen el moviment de la Nova Cançó, fotografies en color que retraten festes populars d'arreu de Catalunya, personatges de la vida cultural i social, i l'evolució de l'arquitectura a la ciutat de Barcelona. Destaca, entre aquest material, una bona part de la producció fotogràfica de Colita sobre el món del flamenc.[4]
- Filmoteca de Catalunya. Finalment, una col·lecció de 6.987 fotografies corresponents a pel·lícules, actors, rodatges i retrats d'estudi es conserva a la Filmoteca de Catalunya, incloent-hi imatges dels rodatges de Dante no es únicamente severo (Jacint Esteva, 1968), Los Tarantos (Francesc Rovira-Beleta, 1963) o Tatuatge (Bigas Luna, 1976). Una selecció d'aquestes imatges està disponible al repositori digital de la Filmoteca de Catalunya.[19]

## Llegat
Colita va ser votada en un procés participatiu fet el març del 2010 a Palafrugell sobre les dones que es mereixen un carrer a la població.